# Enak
Enak ist ein männlicher Vorname.

## Herkunft und Bedeutung
Der Name Enak stammt aus dem Alten Testament (nach den Loccumer Richtlinien in Bibelübersetzungen inzwischen meist Anak geschrieben) und bezeichnet dort den Stammvater eines Volkes von Riesen.

## Namensträger
- Enak Ferlemann (* 1963), deutscher Politiker (CDU)
- Enak Gavaggio (* 1976), französischer Freestyle-Skier und Skicross-Spezialist

## Sonstiges
Enak ist auch der Name eines Schwimmkrans der Hamburger Lührs Schifffahrt GmbH mit 600 t Hebekraft, der 2017 von der Bugsier-, Reederei- und Bergungsgesellschaft übernommen wurde.